# 布迪謝 (庫利基夫卡市鎮)
51°14′54″N 31°49′2″E / 51.24833°N 31.81722°E

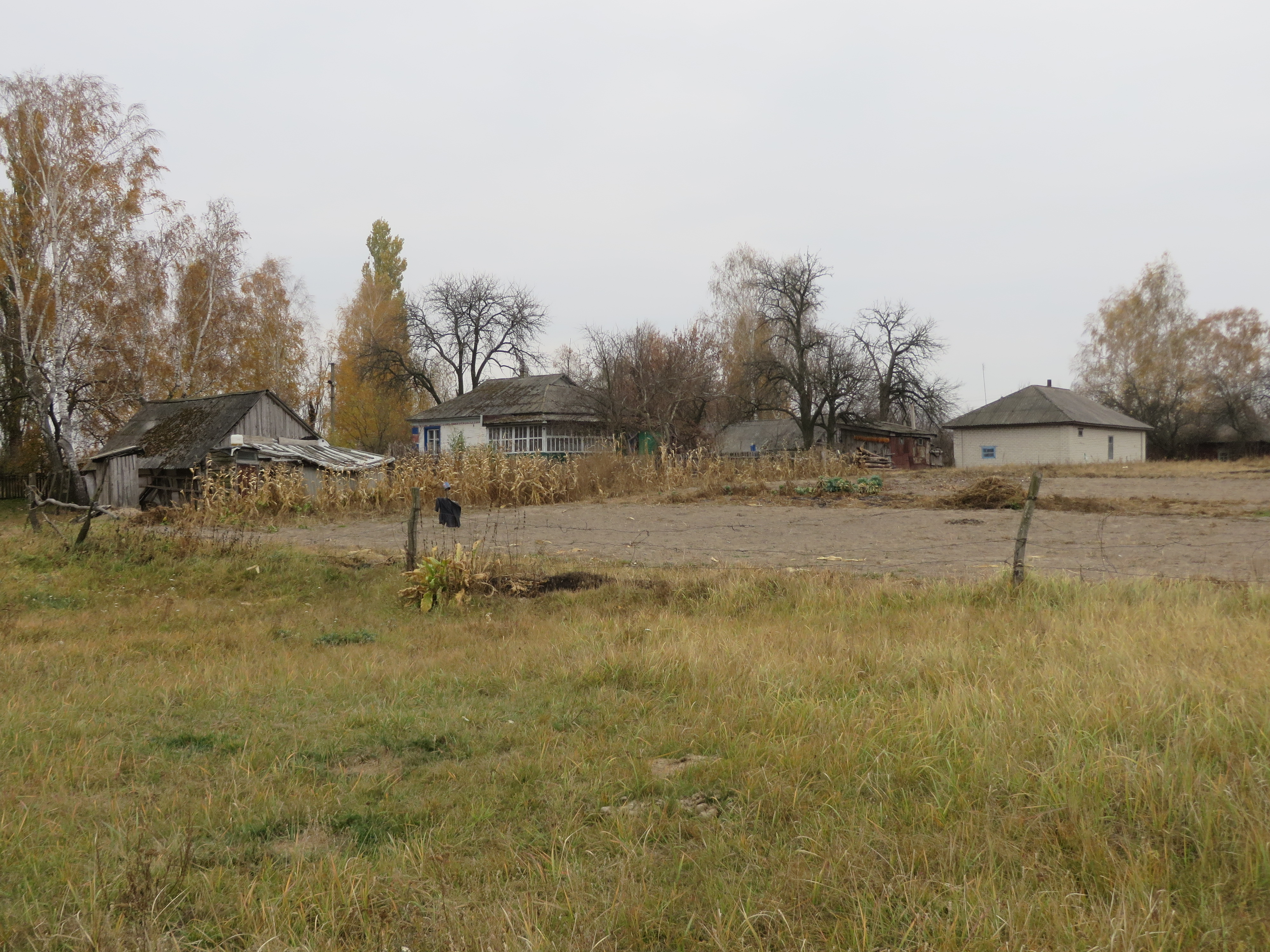

布迪謝（羅馬化：Budyshche）是烏克蘭的村落，位於該國北部切爾尼希夫州，由切爾尼希夫區庫利基夫卡市鎮負責管轄，面積0.55平方公里，海拔高度117米，2001年人口95，人口密度每平方公里171.8人。